# Ceratitella amyemae
Ceratitella amyemae är en tvåvingeart som beskrevs av Permkam och Albany Hancock 1995. Ceratitella amyemae ingår i släktet Ceratitella och familjen borrflugor. Inga underarter finns listade i Catalogue of Life.